# Xiuladora dorsidaurada
La xiuladora dorsidaurada (Pachycephala aurea) és un ocell de la família dels paquicefàlids (Pachycephalidae).

## Hàbitat i distribució
Habita vegetació de ribera al vessant sud de les serralades Weyland i Sudirman i districtes centrals i sud-orientals de Nova Guinea.